# Анілінові барвники

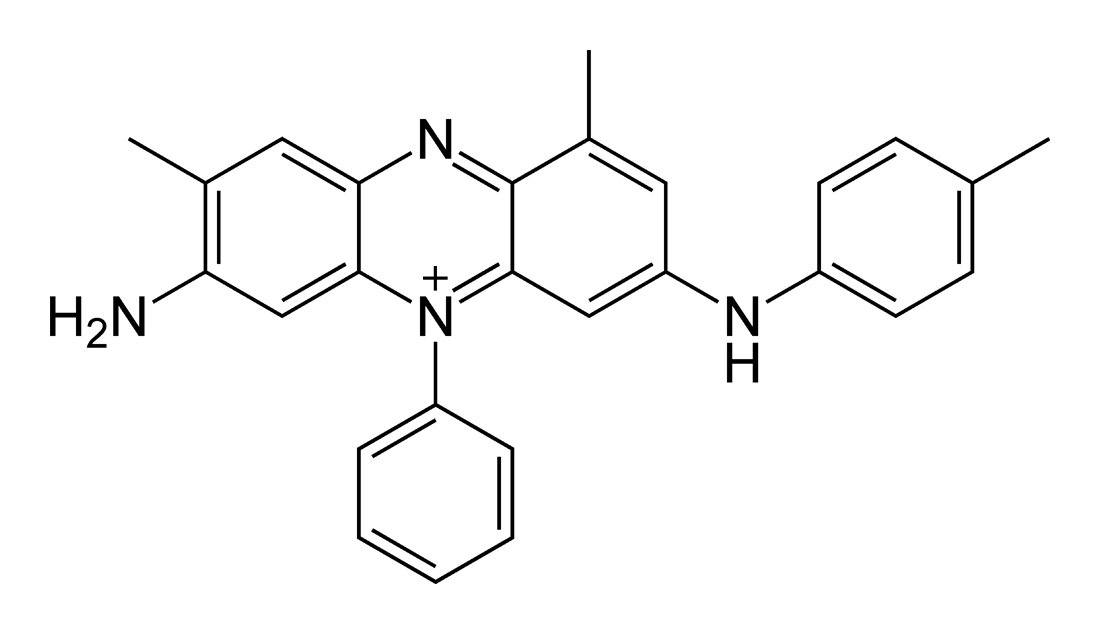
Хімічна формула одного з ранніх анілінових барвників - мовеїну

Анілі́нові барвники́ — органічні сполуки, що утворюються при окисленні аніліну чи його солей; широко використовуються в гістологічній техніці, мають бактерицидну, а деякі — канцерогенну дію.
- Назва давно застаріла з точки зору хімії, але як і раніше широко використовується в побуті.

## Історія
Анілін, основний структурний компонент анілінових барвників, отримали незалежно один від одного Отто Унфердорбен, Юлій Фріцше та Микола Зінін (1826, 1840, 1841 — спочатку з натурального індиго, потім хімічним синтезом). Виявилося, що на його основі можна отримувати органічні сполуки, що володіють яскравим та різноманітним забарвленням і придатні для фарбування.
Після того, як Фрідліб Фердинанд Рунге виявив анілін в кам'яновугільній смолі, він синтезував перший барвник з неї — розолову кислоту.
У 1850 отриманий барвник з анілінової олії; Якуб Натансон в 1855 в Тарту отримав інший барвник, в 1856 Вільям Генрі Перкін синтезував яскравий фіолетовий барвник — мовеїн, а в 1857 Верга синтезував фуксин.
Наприкінці XIX століття, слідуючи запитам промисловості, стрімко розвивалася органічна хімія, були створені аніліновий чорний, аніліновий блакитний, жовтий, помаранчевий й інші барвники.
Аніліно-барвиста промисловість дозволила відмовитися від дефіцитної та дорогої природної сировини (індиго, марена, кошеніль, пурпур). Спочатку анілінові барвники використовувалися в основному в текстильній промисловості, і в 1913 їх споживання становило 11,9 тис. т. Виробництво було зосереджено переважно в Німеччині та Російській імперії— так, в останній в 1913 вироблено близько 8,5 тис. т.
Згодом поняття «анілінові барвники» стало вживатися неправильно, його поширили на органічні синтетичні барвники взагалі.
Широко використовувалися в промисловому виробництві з 1860-х, не дивлячись на те, що багато хто з них слабкі, руйнуються від впливу світла та води. Винятком є дуже стійкий барвник — аніліновий чорний.